# Tango (serie de televisión)
Tango fue una serie de televisión de España, emitida por La 1 de TVE en 1992, dirigida por Miguel Hermoso con diseño de producción de Gil Parrondo.

## Argumento
Marcos Galán es un hombre maduro que regresa a su país, a España desde Uruguay, tierra a la que emigró con su familia siendo todavía un niño, en la década de 1950. Instalado en Madrid, y junto a dos colegas uruguayos que han realizado el viaje con él, Rodolfo Baresi y el boxeador Diógenes Trufa, pronto recupera el contacto con su tío Damián. Sus perspectivas de vida se fundamentan sobre la picaresca y las oportunidades de aprovecharse de los demás. Para ello inauguran, a modo de plataforma para sus fechorías, un cabaret llamado Tango, junto a la ejecutiva Isabel Arnedo.

## Rodaje
Rodada en Montevideo, Buenos Aires y Madrid.

## Reparto
- Sancho Gracia ...  Marcos Galán
- Fiorella Faltoyano ...  Isabel Arnedo
- Luis Brandoni ...  Rodolfo Varese
- Antonio Ferrandis ...  Damián
- Susanna Bequer ...  Marita
- Mario Santana ... Diógenes "Trufa"
- Conchita Montes ...  Herminia Cifuentes
- Ángel de Andrés ...  Zafra
- Javier Bardem ... Efraín Cifuentes
- Carmen de Lirio
- Luis Escobar
- Miguel Rellán
- Maru Valdivielso
- María Abradelo
- Miguel Ortiz
- Selva Mayo